# Amira
Amira je žensko osebno ime.

## Izvor imena
Ime Amira je ženska oblika muslimanskega moškega imena Amir.

## Pogostost imena
Po podatkih Statističnega urada Republike Slovenije je bilo na dan 31. decembra 2007 v Sloveniji število ženskih oseb z imenom Amira: 141.